# Rowena Morrill
Rowena Morrill (ur. 14 września 1944 w Missisipi, zm. 11 lutego 2021) – amerykańska malarka i ilustratorka książek fantasy i science fiction.

## Życiorys
Urodziła się w rodzinie amerykańskiego wojskowego, co w dzieciństwie spowodowało częste zmiany miejsca zamieszkania, wynikające z przydziałów ojca. Dzięki temu jednak poznała kulturę Włoch, Japonii i w wielu regionów Stanów Zjednoczonych. Rowena Morrill zaczęła tworzyć w wieku 23 lat. Od roku 1975 mieszkała i pracowała w Nowym Jorku, gdzie dzięki szczególnym doświadczeniom życiowym, żywej wyobraźni, talentowi i wciąż doskonalonej technice zdobyła popularność wśród fanów science fiction. Jej prace znalazły się w setkach książek, na kartach kolekcjonerskich (trading cards – por. kolekcjonerska gra karciana), w licznych kalendarzach i czasopismach, takich jak Playboy i Omni. W 2000 r. za pracę na okładce książki "The Garden of Stone" była nominowana do nagrody ASFA (Stowarzyszenie Artystów Science Fiction i Fantasy) w kategorii "Najlepsza okładka". W ostatnich latach życia mieszkała na północy stanu Nowy Jork, czerpiąc inspirację z piękna krajobrazu wiejskiego.